# Marvin Marvin
Marvin Marvin ist eine US-amerikanische Jugend-Sitcom, die vom Alltag des Alienjungen Marvin erzählt. Die Serie wurde von Jon Ross und Jeff Bushell entwickelt. Die erste Folge wurde am 24. November 2012 auf dem US-amerikanischen Fernsehsender Nickelodeon nach dem Finale von iCarly, Ciao Carly, ausgestrahlt. Das Serienfinale wurde am 27. April 2013 gezeigt. Die deutschsprachige Erstausstrahlung erfolgte vom 24. März bis zum 20. September 2013 bei Nickelodeon.

## Handlung
Als Marvins Heimatplanet von Außerirdischen angegriffen wird, schicken ihn seine Eltern auf die Erde. Dort wird er von Bob und Liz Forman und deren Kinder Teri und Henry aufgenommen. Von nun an muss sich Marvin in seiner neuen Umgebung einbringen und darf seine menschliche Tarnung nicht aufgeben, damit er sich und seine Familie nicht gefährdet. Doch Marvin muss schnell feststellen, dass das menschliche Leben nicht so einfach ist und sehr turbulent sein kann.
Im Lauf der Serie kommt Teris Freundin Brianna hinter das Geheimnis von Marvin und verspricht ihm, dies geheim zu halten. Im Serienfinale muss sich Marvin dem Außerirdischen Klerg stellen, um seine Familie und Big Time Rush zu retten.

## Charaktere
Marvin Forman ist ein Außerirdischer aus den Planeten Klooton. Er flüchtete mit seinem Raumschiff aus seinen Heimatplaneten, um dort sicherer zu sein. Er verwandelte sich in ein Mensch um sein wahres Körper geheim zu halten. Seine Fähigkeiten sind mit Tieren zu sprechen und seine Finger in Eis und Feuer zu verwandeln.
Teri Forman ist Henrys ältere Schwester und die jüngere Menschenschwester von Marvin. Sie ist mit Brianna befreundet.
Henry Forman ist Teris und Marvins jüngerer Bruder. Er unternimmt mit Pop-Pop lustige Sachen.
Robert Bob Forman ist der Vater von Teri und Henry und Menschenvater von Marvin. Er ist der Trainer der Basketballmannschaft.
Elisabeth Liz Forman ist die Mutter von Teri und Henry und Menschenmutter von Marvin. Sie behandelt Marvin wie ihre eigenen Kinder.
George Pop-Pop Forman ist der Großvater von Teri und Henry und Menschengroßvater von Marvin. Er ist kindisch und schelmisch wie sein Enkel Henry.
Brianna ist die Freundin von Teri. In der Folge Teleportation weiß sie auch Marvins Geheimnis.

## Produktion
Im Januar 2012 gab der Sender Nickelodeon die Produktion eines Serienpilot mit Lucas Cruikshank an. Am 14. März 2012 bestellte der Sender die erste Staffel mit insgesamt 26 Folgen. Eigentlich sollte die Serie Anfang 2013 starten, doch dann wurde die Premiere auf den 24. November 2012 vorgezogen.
Die Episodenanzahl wurde später auf 20 Episoden reduziert.
Am 26. Juni 2013 gab Cruikshank via Twitter bekannt, dass die Serie nach einer Staffel eingestellt wurde.

## Besetzung und Synchronisation
| Rolle                  | Schauspieler     | Synchronsprecher   |
| Hauptrollen            | Hauptrollen      | Hauptrollen        |
| ---------------------- | ---------------- | ------------------ |
| Marvin Forman          | Lucas Cruikshank | Konrad Bösherz     |
| Teri Forman            | Victory Van Tuyl | Shanti Chakraborty |
| Henry Forman           | Jacob Bertrand   | Vincent Borko      |
| Robert „Bob“ Forman    | Pat Finn         | Uwe Büschken       |
| Elizabeth „Liz“ Forman | Mim Drew         | Christin Marquitan |
| George „Pop-Pop“       | Casey Sander     | Kaspar Eichel      |
| Brianna                | Camille Spirlin  | Lydia Morgenstern  |
| Nebenrollen            |                  |                    |
| Ben                    | Angel Amaral     | Christian Zeiger   |
| Derek Winfeld          | Dennis Atlas     |                    |

### Gaststars
- Jack Griffo als Ellis in der Folge Der Gruselfilm
- Big Time Rush als sie selbst in der Folge Big Time Marvin
- Sarah Gilman als Hailey in der Folge Double Date

## Episodenliste
| Nr. | Deutscher Titel                    | Originaltitel                | Erstausstrahlung USA | Deutschsprachige Erstausstrahlung (D) | Prod. Code |
| --- | ---------------------------------- | ---------------------------- | -------------------- | ------------------------------------- | ---------- |
| 1   | Ein echter amerikanischer Teenager | Pilot                        | 24. Nov. 2012        | 24. März 2013                         | 101        |
| 2   | Ein Pferd im Wohnzimmer            | Improbable Story             | 1. Dez. 2012         | 19. Apr. 2013                         | 105        |
| 3   | Ein Alien auf Schokolade           | Toothache                    | 8. Dez. 2012         | 28. Apr. 2013                         | 103        |
| 4   | Grandpa mit Verfallsdatum          | Ice Pop Pop                  | 15. Dez. 2012        | 3. Mai 2013                           | 106        |
| 5   | Marvin geht arbeiten               | Burger On a Bun              | 5. Jan. 2013         | 10. Mai 2013                          | 108        |
| 6   | Die coolen Kids                    | Marvin and the Cool Kids     | 12. Jan. 2013        | 17. Mai 2013                          | 107        |
| 7   | Der Gruselfilm                     | Scary Movie                  | 19. Jan. 2013        | 24. Mai 2013                          | 109        |
| 8   | Das perfekte Date                  | Double Date                  | 26. Jan. 2013        | 31. Mai 2013                          | 102        |
| 9   | Basketball von einem anderen Stern | Basketball                   | 2. Feb. 2013         | 26. Apr. 2013                         | 104        |
| 10  | Der Teleporter                     | Space-Cation                 | 9. Feb. 2013         | 14. Juni 2013                         | 110        |
| 11  | Der Songcontest                    | Battle of the Bands          | 16. Feb. 2013        | 9. Sep. 2013                          | 112        |
| 12  | Quiekie                            | Marvin Gets a Pet            | 23. Feb. 2013        | 11. Sep. 2013                         | 113        |
| 13  | Teri, ganz gechillt                | Calm Palm                    | 2. März 2013         | 10. Sep. 2013                         | 111        |
| 14  | Der Alienfeiertag                  | St. Glar Kai Day             | 16. März 2013        | 16. Sep. 2013                         | 116        |
| 15  | Der unglaubliche Comicdieb         | The Amazing Comic Book Thief | 30. März 2013        | 17. Sep. 2013                         | 117        |
| 16  | Stürmische Zeiten                  | Marvin’s Day Off             | 16. Apr. 2013        | 18. Sep. 2013                         | 118        |
| 17  | Hausparty                          | House Party                  | 13. Apr. 2013        | 20. Sep. 2013                         | 120        |
| 18  | Besuch von Klooton                 | Mr. Earth                    | 20. Apr. 2013        | 19. Sep. 2013                         | 119        |
| 19  | Angriff der Klerg (1)              | Big Time Marvin (1)          | 27. Apr. 2013        | 12. Sep. 2013                         | 114        |
| 20  | Angriff der Klerg (2)              | Big Time Marvin (2)          | 27. Apr. 2013        | 13. Sep. 2013                         | 115        |